# SC Braga

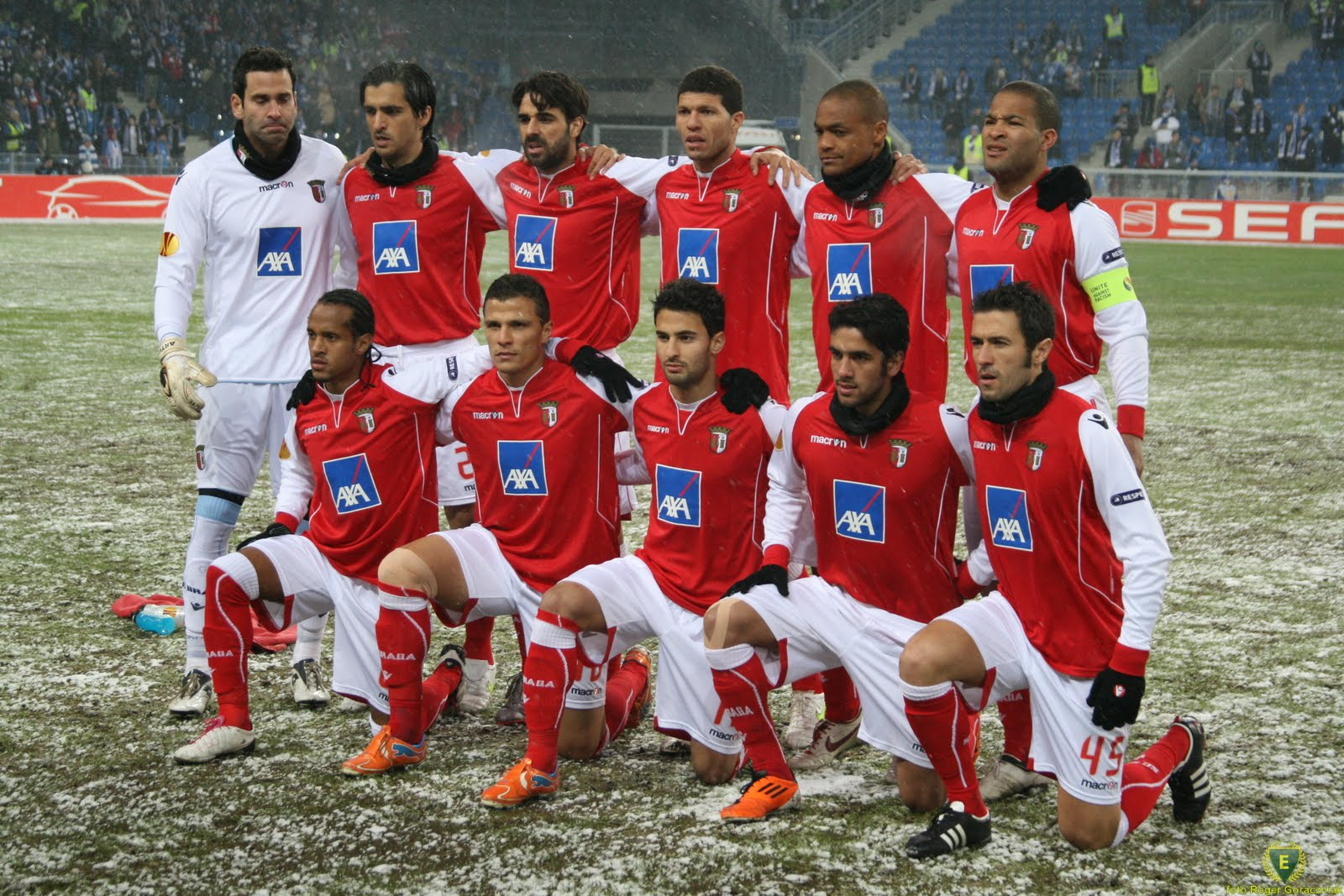
SC Braga 2011.

Sporting Clube de Braga är en fotbollsklubb i Braga i den nordligaste delen av Portugal. Klubben grundades 1921.
Braga spelar sina hemmamatcher på Estádio Municipal de Braga, som invigdes 2003. Braga har på senare år blivit en av landets mest framgångsrika klubbar efter "de tre stora", som är Porto, Sporting Lissabon och Benfica.

## Ligaplaceringar sedan 2010
| Säsong  | Nivå | Liga          | Placering | Källa  | Notering |
| ------- | ---- | ------------- | --------- | ------ | -------- |
| 2010/11 | 1    | Primeira Liga | 4:a       | [ 2 ]  |          |
| 2011/12 | 1    | Primeira Liga | 3:a       | [ 3 ]  |          |
| 2012/13 | 1    | Primeira Liga | 4:a       | [ 4 ]  |          |
| 2013/14 | 1    | Primeira Liga | 9:a       | [ 5 ]  |          |
| 2014/15 | 1    | Primeira Liga | 4:a       | [ 6 ]  |          |
| 2015/16 | 1    | Primeira Liga | 4:a       | [ 7 ]  |          |
| 2016/17 | 1    | Primeira Liga | 5:a       | [ 8 ]  |          |
| 2017/18 | 1    | Primeira Liga | 4:a       | [ 9 ]  |          |
| 2018/19 | 1    | Primeira Liga | 4:a       | [ 10 ] |          |
| 2019/20 | 1    | Primeira Liga | 3:a       | [ 11 ] |          |
| 2020/21 | 1    | Primeira Liga | 4:a       | [ 12 ] |          |
| 2021/22 | 1.   | Primeira Liga | 4:a       | [ 13 ] |          |
| 2022/23 | 1    | Primeira Liga | 3:a       | [ 14 ] |          |

## Spelartrupp
| Nr | Land      | Pos | Namn                             |
| -- | --------- | --- | -------------------------------- |
| 1  | Brasilien | MV  | Matheus                          |
| 2  | Spanien   | F   | Víctor Gómez                     |
| 3  | Brasilien | F   | Robson Bambu                     |
| 4  | Mali      | F   | Sikou Niakaté                    |
| 6  | Brasilien | MF  | Vitor Carvalho                   |
| 7  | Portugal  | A   | Bruma                            |
| 8  | Portugal  | MF  | João Moutinho                    |
| 9  | Marocko   | A   | Amine El Ouazzani                |
| 10 | Portugal  | MF  | André Horta                      |
| 11 | Portugal  | A   | Roger Fernandes                  |
| 12 | Portugal  | MV  | Tiago Sá                         |
| 13 | Portugal  | F   | João Ferreira (lån från Watford) |
| 15 | Portugal  | F   | Paulo Oliveira                   |

| Nr | Land      | Pos | Namn                                   |
| -- | --------- | --- | -------------------------------------- |
| 16 | Uruguay   | MF  | Rodrigo Zalazar                        |
| 19 | Spanien   | F   | Adrián Marín                           |
| 20 | Spanien   | MF  | Ismaël Gharbi                          |
| 21 | Portugal  | A   | Ricardo Horta                          |
| 22 | Uruguay   | MF  | Thiago Helguera                        |
| 25 | Portugal  | F   | Yuri Ribeiro                           |
| 26 | Tyskland  | F   | Bright Arrey-Mbi                       |
| 27 | Algeriet  | A   | Rafik Guitane (lån från Estoril Praia) |
| 29 | Frankrike | MF  | Jean-Baptiste Gorby                    |
| 33 | Portugal  | A   | João Marques                           |
| 77 | Spanien   | A   | Gabri Martínez                         |
| 90 | Spanien   | A   | Roberto Fernández                      |
| 91 | Tjeckien  | MV  | Lukáš Horníček                         |

## Meriter
- Portugisiska cupen: 1965/66, 2015/16
- Portugisiska Ligacupen: 2012/13, 2019/20
- Intertotocupen: 2008